# Pante Rheeng
Pante Rheeng is een bestuurslaag in het regentschap Bireuen van de provincie Atjeh, Indonesië. Pante Rheeng telt 1050 inwoners (volkstelling 2010).